# North Royalton, Ohio
North Royalton là một thành phố thuộc quận Cuyahoga, tiểu bang Ohio, Hoa Kỳ.